# Maseru
Maseru Lesotho fővárosa. A Mohokare-folyó mellett található, a Dél-afrikai Köztársaság határánál, a Maserui Kerületben. A város Lesotho legnagyobb városa és egyben egyetlen nagyvárosa. Lakossága a 2016-os lesothói népszámlálás adatai alapján 330 760 fő, területe 138 négyzetkilométer. Tengerszint feletti magassága 1600 méter. Az angol nyelvterületeken ezért is nevezik a mérföld magas főváros néven.
A város helyén eredetileg egy rendőrőrs állt, majd 1869-ben lett főváros, miután az ország brit koronagyarmat lett. Amikor az ország 1966-ban függetlenné vált, a főváros megtartotta fővárosi címét. A város neve sotó nyelven annyit tesz: „vörös homokkövek”.

## Földrajz

### Éghajlat
Maseru szubtrópusi hegyvidéki éghajlattal rendelkezik, melyre jellemző a meleg, esős nyár és a hideg, száraz tél. A napi átlaghőmérséklet nyáron (mely decembertől márciusig tart) 22 °C. Télen (június és szeptember között) a napi átlaghőmérséklet 9° C. A legmelegebb hónap a január, a leghidegebb hónap a július. 
| Hónap                         | Jan. | Feb. | Már. | Ápr. | Máj. | Jún. | Júl. | Aug. | Szep. | Okt. | Nov. | Dec. | Év   |
| ----------------------------- | ---- | ---- | ---- | ---- | ---- | ---- | ---- | ---- | ----- | ---- | ---- | ---- | ---- |
| Átlagos max. hőmérséklet (°C) | 28,0 | 27,0 | 24,0 | 21,0 | 18,0 | 16,0 | 16,0 | 19,0 | 23,0  | 24,0 | 26,0 | 27,0 | 22,4 |
| Átlagos min. hőmérséklet (°C) | 15,0 | 14,0 | 12,0 | 8,0  | 4,0  | 1,0  | 1,0  | 2,0  | 6,0   | 9,0  | 11,0 | 13,0 | 8,0  |
| Átl. csapadékmennyiség (mm)   | 111  | 100  | 85   | 39   | 20   | 7    | 3    | 13   | 27    | 75   | 88   | 92   | 660  |
| Forrás: World Climate Guide   |      |      |      |      |      |      |      |      |       |      |      |      |      |

## Történelme
Maserut 1869-ben alapították egy brit rendőrszékhelynek. Erre azért volt szükség, mert amikor Basuto-föld brit tartomány lett, lázadások törtek ki, még háború is volt. A város a búr <mOranje Szabadállam adminisztratív központja volt 1869 és 1884 között. Masutoföld 1884-ben királyi gyarmattá vált.
1966-ban Lesotho önálló ország lett, a fővárosa Maseru. 1998-ban a Dél-Afrikai Köztársaság megtámadta Lesothót, ezzel együtt Maserut is. A helyreállítás költsége 350 millió dollár volt.

## Demográfia
A város lakossága 330 880 fő, ami az ország lakosságának 1/10 része. Ennek megoszlása: 103 520 férfi és 124 360 nő. 1966-ban a városnak 28 000, 1986-ban 110 000 lakosa volt.

## Közlekedés
1905-ben épült egy vasút és egy híd a városban. Maseru főútja, a Kingsway, ami a Mejametalana Repülőtérre vezet (korábban Leabua Jonathan Repülőtér) 1947 előtt egy földút volt, ekkor a brit királyi család látogatása miatt felújították. A Kingsway 1966-ig, Lesotho függetlenségig az egyetlen kikövezett út volt a mai ország területén.
Maseru másik repülőterét, a nemzetközi repülőteret Moshoeshoe Nemzetközi Repülőtérnek hívják.

## Gazdaság
Maseruban található két Központi Business (Biznisz) Kerület, a Kingsway szomszédságában. Ezekből a Nyugati a nagyobb, nagyobb irodákkal, szaküzletekkel, és bankokkal.
2004-ig Maserunak virágzó textilipara volt.

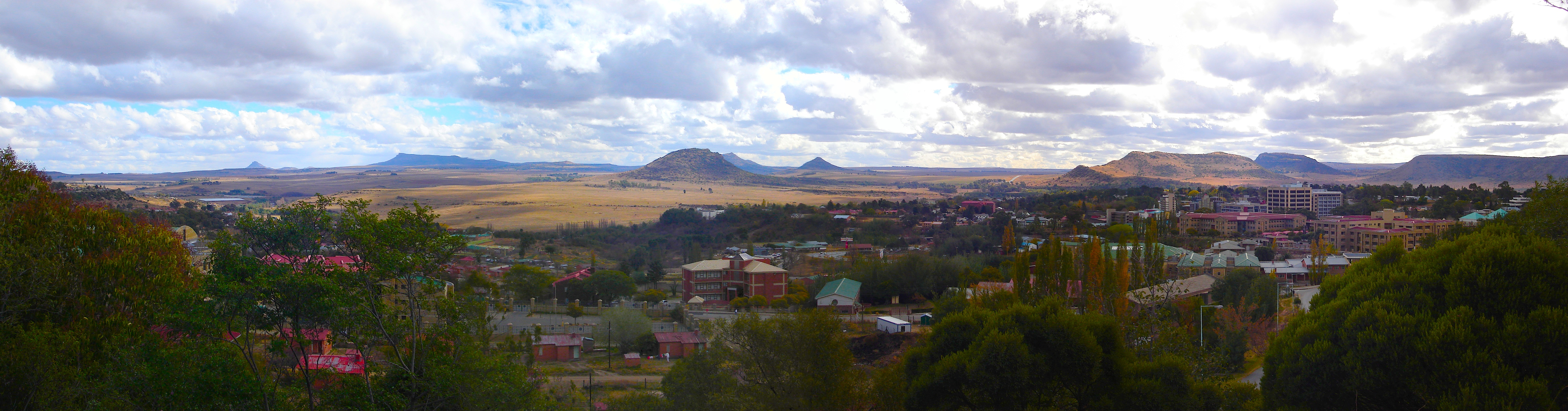
Panorámakép

## Kultúra

### Épületek
A városban a legtöbb épület nádtetős sártéglaépület, más néven rondavel. Meghatározó épületek: a római katolikus katedrális, és az anglikán Szent János-templom.

### Turizmus
Maseruban hat hotel található, ebből kettő rendelkezik kaszinókkal.
Lesotho két látványossága a Lancer's Gap (Lancer nyílása) és a Thaba Bosiu Maseruhoz közel található.

### Sport
A lesothói nemzeti stadion, a Setsoto Stadion Maseruban található. A stadion befogadóképessége 20 és 25 ezer fő között van.
Maseruban rendezik a Lesothói Nemzeti Bajnokságot (Lesotho Premier League). A bajnokság két legsikeresebb csapata a Matlama FC és a Royal Lesotho Defense Force.

## Testvérvárosok
- Austin, USA